# Pampanella (gastronomia)
La pampanella è un piatto tipico molisano, per la precisione di San Martino in Pensilis.
La pampanella è fatta con la carne di maiale opportunamente speziata con aglio e peperoncino. Dopo la cottura in forno essa si presenta di un rosso vivo, è molto morbida e ha un gusto piccante.

## Storia
Non si sa molto riguardo alla sua origine, ma il suo nome deriva dalla parola pàmpino indicante le foglie dove la carne veniva cotta anticamente; la denominazione esatta sarebbe, infatti, carne di maiale cotta alla pampanella. Presumibilmente essa, una volta, veniva prodotta in casa e consumata nel ristretto ambito familiare, poi si iniziò a commercializzarla e a venderla nelle feste e sagre paesane locali, nella zona del Basso Molise. Attualmente, ci sono diversi produttori e venditori di questo prodotto nel basso Molise ma i migliori restano. Tuttavia la più antica testimonianza storica documentaria la si ritrova ne "La fisica appula" dove si descrive l'antico metodo di cottura nella terra e dove il piatto viene indicato come tipico dei pastori; ancora oggi in alcuni paesi del Gargano la pampanella è apprezzata e conosciuta. Questo farebbe pensare ad un prodotto legato alla transumanza, dato che la pampanella (ma il formaggio) esiste anche in Abruzzo.